# Nikolaï Afrikanovitch Borovko
Vasil Nikolaï Afrikanovitch Borovko (15 août 1863-15 août 1913), connu sous le pseudonyme Enbe el Odeso, est un pionnier de l’espéranto, professeur et journaliste russe.

## Biographie

### Jeunesse
Nikolaï Borovko nait le 15 août 1863 à Zastavna. Il est le quatrième enfant d’Afrikan Ivanovitch Borovko et son épouse, décédée quelques heures après avoir donné naissance à Nikolaï Borovko.
En 1884, il devient officier de l’armée russe et est envoyé dans le bataillon des tireurs d’élite d’Odessa.

### Exil en Sibérie
En 1884, Nikolaï Borovko est arrêté pour possession de livres interdits sur la démocratie et envoyé à Zaïssan, en Sibérie pour accomplir une peine de travaux forcés de cinq ans,.

### Maladie et mort
En 1911, son fils Lev Nikolajevitch Borovko, âgé de six ans, décède. Nikolaj Borovko rend journellement visite à la tombe de son fils. Il attrape alors un rhume qui s'aggrave en néphrite, de laquelle il guérit.
En 1913, à la suite d'un rhume aboutissant à nouveau sur une néphrite, il décède le 15 août.

## Publications
Nikolaj Borovko contribue aux journaux La Esperantisto et Lingvo Internacia, ainsi qu'à la rédaction du Jarlibro Esperantista à Uppsala, en 1897.

### Traductions
Borovko traduit, en espéranto, de nombreuses œuvres. En 1895, il traduit L'Invité de pierre d'Alexandre Pouchkine sous le nom de La ŝtona gasto.